# Bathurst (Nowa Południowa Walia)
Bathurst – miasto w Australii (Nowa Południowa Walia), nad rzeką Macquarie.
Założone w 1815 roku. Liczba mieszkańców w 2006 roku wynosiła ok. 29 tys.
W Bathurst urodził się Bluey Wilkinson – żużlowiec, mistrz świata z 1938.
W mieście rozwinął się przemysł spożywczy, odzieżowy, meblarski oraz chemiczny.

## Współpraca
- Ōkuma, Japonia